# José Antonio Rubio
José Antonio Rubio Fernández (Cieza, 9 maggio 1934 – Cieza, 28 aprile 2005) è stato un calciatore spagnolo, di ruolo centrocampista.

## Carriera
Iniziò a giocare nell'Hellín Deportivo, nella Tercera División spagnola. Nella stagione 1954-1955 giocò al Real Murcia, vincendo il campionato di Segunda División. Nel 1955, dunque, fu ingaggiato dal Real Madrid.
Giocò 10 partite nella Liga spagnola con il club della capitale. Chiuso dalla grande concorrenza, nel 1960 si trasferì al Real Saragozza.
Chiuse la carriera al Cadice.

## Palmarès

### Club

#### Competizioni nazionali
- Segunda División spagnola: 1

Real Murcia: 1954-1955
- Campionato spagnolo: 2

Real Madrid: 1956-1957, 1957-1958

##### Competizioni internazionali
- Coppa dei Campioni: 3

Real Madrid: 1955-1956, 1956-1957, 1957-1958
- Coppa Latina: 1

Real Madrid: 1957